# Concha Urquiza
Concha Urquiza (Morelia, Michoacán; 1910 - Ensenada, Baja California; 1945) fue una poeta mexicana considerada por los intelectuales como la mejor autora de poesía mexicana después de Sor Juana Inés de la Cruz y por Rosario Castellanos como la "piedra angular" del movimiento poético femenino.

## Biografía
A dos años de nacer en Morelia, Michoacán, muere su padre Luis, por lo que Concha Urquiza, junto con su madre Concepción y sus dos hermanos María Luisa y Luis, se mudan a la Ciudad de México. Siendo niña ingresa a la escuela primaria oficial que se situaba en la Plaza de Dinamarca. Más adelante deja la secundaria, la cual se ubicaba en la Ribera de San Cosme, en un edificio anteriormente ocupado por el Colegio del Sagrado Corazón. En la ciudad, bajo el auspicio del poeta Muñoz y Domínguez, escribió su primer poema llamado "Para tu amada".
Cuando tenía doce años, publica los poemas "Tus ojeras" y a los trece años "Canto del Oro" y "Conventual" en la Revista de Yucatán y en la Revista de Revistas. Los críticos recibieron con admiración las creaciones de Urquiza, quien de manera esporádica publicó diversos poemas en más de diez revistas literarias. A pesar de que estuvo en contacto directo con los mejores poetas mexicanos estridentistas y vanguardistas de la época, como Arqueles Vela, no se dejó influenciar por sus proposiciones y conservó en su poesía "los cánones más clásicos de la métrica y la rima".
A los 16 años, Urquiza colaboró para la Revista de Revistas haciendo la siguiente pregunta "¿Qué opina usted de la nueva generación?" en entrevistas a Rafael López, Mariano Azuela, Xavier Villaurrutia, don Victoriano Salado Álvarez y Federico Gamboa.  La pregunta iba acompañada de una pequeña introducción que dependía de cada uno de estos autores, por ejemplo, en el caso de Mariano Azuela, Urquiza decía "El autor de la Malora...".   
Vivió en Nueva York de 1928 a 1933. Militó en el partido comunista hasta que en 1937 tuvo una crisis espiritual que la volcó al catolicismo, rompiendo con su filiación política. Ingresó al aspirantado de las Hijas del Espíritu Santo, pero no soportó la vida del convento, y abandonó la orden para dar clases de lógica e historia de las doctrinas filosóficas en la Universidad de San Luis Potosí. Ese periodo se considera el más fecundo de la poeta quien, a medias entre la bohemia y la vida religiosa, rechazó toda impostura o alarde típicos en los círculos intelectuales. 
Junto con su gran amiga Rosario Oyarzun, Urquiza formó parte de un grupo de destacados jóvenes profesionistas  y estudiantes universitarios potosinos que luego tendrían una destacada trayectoria: Raúl Cardiel Reyes, Ignacio Retes, Pedro Rodríguez Zertuche, Humberto Arocha, Manuel Calvillo, Antonio Rosillo. Jesús Medina Romero y Joaquín Antonio Peñalosa también asistirían a las reuniones celebradas, casi siempre, en la casa de la talentosa abogada Oyarzun y, si no, en el popular café Zaragoza.
Escribió en 1944 en Viñetas de la literatura michoacana, una revista mensual de la ciudad de Morelia, de corte literario, donde compartía créditos con Porfirio Martínez, Alejandro Ruiz Villaloz, Alfonso Rubio y Rubio, Miguel Castro Ruiz, Luis Calderón Vega, P. Francisco Alday, Miguel Bernal Jiménez, Alejandro Avilés, Roberto Ibáñez, Jacques Leguebe, Eduardo de Ontañon, Manuel Ponce, Artemio de Valle Arizpe y Joaquín Antonio Peñalosa.
Urquiza es una de las escritoras mexicanas que como Josefina Vicens también incursionó en el cine. Concha sólo tenía 16 años de edad cuando concursa con el seudónimo de Santiago Damián, en el certamen convocado por Revista de Revistas con “Moby Dick. Novela Cinematográfica”. Según Luis Mario Schneider, este texto premiado “es una versión personalísima de Melville”.
Aunque un testimonio recogido por Ricardo Garibay da fe de que Concha intervino en el guion de Refugiados en Madrid (Alejandro Galindo, 1938), no hay pruebas de ello.  El proyecto en el que sí figuraría la autora sería la adaptación del libro Corazón, diario de un niño (1886). En enero de 1939, la poeta entregó el documento en el que se basaron los hermanos Alejandro y Marco Aurelio Galindo para realizar el guion cinematográfico de la cinta, la cual comenzaría a ser filmada dos meses después. El resultado sería Corazón de niño (1939), con el afamado Domingo Soler en el protagónico.
Falleció ahogada en las aguas de Ensenada, Baja California, a los 35 años, el 20 de junio de 1946, junto con un compañero de excursión.

## Obras
Como indica la investigación de Margarita León, gracias al filólogo Gabriel Méndez Plancarte el corpus de la obra poética de su amiga Concha Urquiza fue dado a conocer hasta 1946, después de su muerte, en la editorial mexicana Bajo el Signo de Ábside, con el título de Obras. Diversas reediciones del libro antologado por Méndez Plancarte se prepararon, entre las más importantes, la de Antonio Castro Leal por la editorial Jus en 1975 y la de Ricardo Garibay en 1985 bajo el título Nostalgia de Dios

## Trivia
Césarea Tinajero, personaje de la novela Los detectives salvajes de Roberto Bolaño, está inspirada en Concha Urquiza.